# Lepturges mattogrossis
Lepturges mattogrossis är en skalbaggsart som beskrevs av Gilmour 1962. Lepturges mattogrossis ingår i släktet Lepturges och familjen långhorningar. Inga underarter finns listade i Catalogue of Life.